# Zapotal 1.ª Sección (San Miguel)
Zapotal 1.ª Sección (San Miguel) es una localidad del municipio de Huimanguillo ubicado en la subregión de la Chontalpa del estado mexicano de Tabasco.

## Geografía
La localidad de Zapotal 1.ª Sección (San Miguel) se sitúa en las coordenadas geográficas 17°59′51″N 93°43′46″O / 17.997500, -93.729444, a una elevación de 12 metros sobre el nivel del mar.

## Demografía
Según el Conteo de Población y Vivienda 2020, efectuado por el Instituto Nacional de Estadística y Geografía, la localidad de Zapotal 1.ª Sección (San Miguel) tiene 1,589 habitantes, de los cuales 798 son del sexo masculino y 791 del sexo femenino. Su tasa de fecundidad es de 2.78 hijos por mujer y tiene 393 viviendas particulares habitadas.
| Gráfica de evolución demográfica de Zapotal 1.ª Sección (San Miguel) entre 1990 y 2020 |
|                                                                                        |
| INEGI.                                                                                 |